# Dottrina dualistica
La dottrina dualistica si affermò nei primi due secoli dopo Cristo e trovò espressione nel corpo di opere note come vangeli dualistici. In essi viene accolta la concezione secondo cui oltre al Dio benevolo e positivo esisterebbe anche un Dio maligno, incarnazione del Male, inesorabilmente contrapposto al primo.
Tale dottrina fu fortemente osteggiata dalle comunità cristiane perché in contrasto con la concezione monoteistica. Tuttavia, a partire dal III secolo d.C., tornò attraverso le dottrine di Mani, riformatore religioso persiano. Per lungo tempo il manicheismo fu considerato una corrente del Cristianesimo, fino a che, nel IV secolo d.C., negli scritti di Sant'Agostino (che peraltro in un primo tempo vi aveva aderito) fu definitivamente etichettato come dottrina eretica.
Nel basso Medioevo ebbe particolare diffusione la dottrina dualistica dei catari (o Albigesi), fondata essenzialmente sul rapporto oppositivo fra materia e spirito, che fu assimilata a quella del manicheismo. 